# Club de Deportes La Serena
Il Club de Deportes La Serena o semplicemente Deportes La Serena è una società calcistica cilena con sede nella città di La Serena. Milita nella Primera División, la massima serie del calcio cileno.

## Giocatori
- José Luis Jerez
- Ricardo Trigilli

## Statistiche
- Stagioni in 1ª Divisione: 36 (1958-1959; 1962-1976; 1981-1982; 1984; 1988-1995; 1997-1999; 2004- )
- Stagioni in 2ª Divisione: 17 (1956-1957; 1960-1961; 1977-1980; 1983; 1985-1987; 1996; 2000-2003)
- Miglior piazzamento in 1ª Divisione: 3º (1958)
- Peggior piazzamento in 2ª Divisione: 15º (2000)

## Palmarès

### Competizioni nazionali
- Copa Chile: 1

1960
- Primera B: 4

1957, 1987, 1996, 2024

### Altri piazzamenti
- Copa Chile:

Finalista: 1959
Semifinalista: 1961, 1998, 2011
- Primera B:

Secondo posto: 1956, 1960, 2003, 2019

## Organico

### Rosa 2018-2019
| N. |                      | Ruolo | Calciatore          |
| -- | -------------------- | ----- | ------------------- |
| 1  | Cile (bandiera)      | P     | Luciano Erler       |
| 2  | Cile (bandiera)      | D     | Juan José Soriano   |
| 3  | Cile (bandiera)      | D     | Byron Guajardo      |
| 4  | Cile (bandiera)      | D     | Marko Biskupović    |
| 5  | Cile (bandiera)      | D     | José Antonio Rojas  |
| 6  | Cile (bandiera)      | D     | Rodrigo Brito       |
| 7  | Cile (bandiera)      | C     | Aníbal Carvallo     |
| 8  | Cile (bandiera)      | A     | Jaime Valdés        |
| 9  | Argentina (bandiera) | A     | Pablo Vranjicán     |
| 10 | Cile (bandiera)      | C     | José Luis Silva     |
| 11 | Cile (bandiera)      | A     | Michael Silva       |
| 12 | Cile (bandiera)      | P     | Elías Hartard       |
| 13 | Cile (bandiera)      | C     | Francisco Fernández |
| 14 | Cile (bandiera)      | D     | Giovanni Campusano  |

| N. |                      | Ruolo | Calciatore      |
| -- | -------------------- | ----- | --------------- |
| 15 | Bolivia (bandiera)   | C     | Jhon García     |
| 17 | Cile (bandiera)      | P     | Zacarías López  |
| 19 | Cile (bandiera)      | C     | Franco Segovia  |
| 20 | Argentina (bandiera) | A     | Lucas Cano      |
| 21 | Cile (bandiera)      | C     | Alan Muñoz      |
| 23 | Cile (bandiera)      | D     | Mirko Opazo     |
| 24 | Cile (bandiera)      | C     | Vicente Durán   |
| 25 | Cile (bandiera)      | P     | Pedro Carrizo   |
| 26 | Cile (bandiera)      | C     | Kevin Guajardo  |
| 27 | Cile (bandiera)      | C     | Matías Vega     |
| 28 | Cile (bandiera)      | C     | Bastián Araneda |
| 30 | Cile (bandiera)      | C     | Fabián Carmona  |
| 33 | Uruguay (bandiera)   | D     | Enzo Ruiz       |

### Rosa 2008
| N. |                      | Ruolo | Calciatore      |
| -- | -------------------- | ----- | --------------- |
| 1  | Argentina (bandiera) | P     | Gastón Losa     |
| 22 | Cile (bandiera)      | P     | Pedro Carrizo   |
| 30 | Cile (bandiera)      | D     | Felipe Delgado  |
| 2  | Cile (bandiera)      | D     | Yerson Opazo    |
| 13 | Argentina (bandiera) | D     | Jorge Sotomayor |
| 4  | Cile (bandiera)      | D     | Carlos Tapia    |
| 6  | Argentina (bandiera) | D     | Cristian Verón  |
| 5  | Cile (bandiera)      | C     | Fabián Acuña    |
| 27 | Cile (bandiera)      | D     | Rodrigo Brito   |
| 17 | Cile (bandiera)      | D     | Francisco Rojas |
| 3  | Cile (bandiera)      | C     | Mario Pardo     |
| 14 | Cile (bandiera)      | C     | Ángel Carreño   |

| N. |                      | Ruolo | Calciatore        |
| -- | -------------------- | ----- | ----------------- |
| 15 | Cile (bandiera)      | C     | Sergio Vargas     |
| 21 | Cile (bandiera)      | C     | Pablo Bolados     |
| 24 | Cile (bandiera)      | C     | Julio Beltrán     |
| 10 | Cile (bandiera)      | C     | Juan Quiroga      |
| 8  | Cile (bandiera)      | C     | Alejandro Vásquez |
| 7  | Paraguay (bandiera)  | C     | Luis Peña         |
| -- | Cile (bandiera)      | A     | Pablo Chaura      |
| 11 | Cile (bandiera)      | A     | Carlos Alzamora   |
| 16 | Cile (bandiera)      | A     | Roberto Castillo  |
| 9  | Argentina (bandiera) | A     | Martín Gianfelice |
| 19 | Argentina (bandiera) | A     | Gustavo Canales   |